# David Barberá
David Barberá Blanch (nacido el 17 de abril de 2005 en Tortosa, Tarragona) es un jugador de baloncesto profesional español que pertenece a la plantilla del CB L'Horta Godella de la Liga LEB Plata. Mide 2,06 metros y juega de pívot.

## Trayectoria
Formado en las categorías inferiores de Cantaires Bàsquet Tortosa y CB Tarragona, antes de ingresar en las categorías inferiores de Valencia Basket.
En la temporada 2021-22, forma parte del filial de la Liga LEB Plata. 
En la temporada 2022-23, forma parte de la plantilla del CB L'Horta Godella de la Liga LEB Plata, club vinculado de Valencia Basket.

## Selección nacional
En julio de 2022, formó parte de la selección española Sub-17 que perdió la final frente a la selección de Estados Unidos, conquistando la medalla de plata en el Mundial Sub-17 de 2022 de Málaga.
El 30 de julio de 2023 consiguió la plata en el Europeo Sub-18 celebrado en la ciudad de Niš (Serbia), perdiendo la final ante el equipo serbio.